# 오드럼프
오드럼프(1995년 2월 28일 ~)는 대한민국의 래퍼다. 2020년 EP 《SOUSSTANK》로 데뷔했다.

## 방송
- 하고싶은말을해라 2 (2021) - Top4

## 음반
- SOUSSTANK (2020)
- 쌍문동 청기와즈 2 (2021)